# Eutelia pulcherrimus
Eutelia pulcherrimus är en fjärilsart som beskrevs av Augustus Radcliffe Grote 1865. Eutelia pulcherrimus ingår i släktet Eutelia och familjen nattflyn. Inga underarter finns listade i Catalogue of Life.